# Forest (Luizjana)
Forest – wieś w Stanach Zjednoczonych, w stanie Luizjana, w parafii West Carroll.